# Arnold Schönberg
Arnold Franz Walter Schönberg (Viena, 13 de setembro de 1874 — Los Angeles, 13 de julho de 1951) foi um compositor austríaco de música erudita e criador do dodecafonismo, um dos mais revolucionários e influentes estilos de composição do século XX.
Suas primeiras obras, apesar de ligadas à tradição pós-romântica, já prenunciavam um método composicional inovador, que evoluiu para a atonalidade e, mais tarde, para um estilo próprio, o dodecafonismo. Schönberg foi também pintor e importante teórico musical, autor de Harmonia e Exercícios Preliminares em Contraponto. O compositor sofria de triscaidecafobia, o medo do número 13. Ironicamente ele nasceu dia 13 de setembro e morreu dia 13 de julho, às 23h47min, 13 minutos antes da meia-noite, numa sexta-feira 13.

## Vida
Primogênito de uma família judaica ortodoxa originária da Hungria, Arnold Schönberg desde cedo entrou em contato com as artes, influenciado por seu tio Fritz Nachod, grande admirador da poesia e da literatura francesas. Aos oito anos de idade, iniciou sua educação musical e passou a ter aulas de violino, compondo, nessa época, suas primeiras músicas. Mais tarde, tornou-se autodidata na aprendizagem de piano e violoncelo.
Com a morte do patriarca, em 1889, a família passou a enfrentar dificuldades financeiras e Schönberg, para ajudar, tornou-se empregado de um banco, onde trabalhou até 1896. Seu interesse pela arte, entretanto, não diminuiu nesse meio tempo: David Josef Bach, cunhado de seu primo, acompanhava-o em discussões sobre música, filosofia e literatura. Bach encorajou-o a seguir a carreira de músico e despertou-lhe o interesse em buscar ideais artísticos próprios.
Em 1894 passou a ter aulas de composição com Alexander von Zemlinsky. Referência importante em toda a carreira de Schönberg, Zemlinsky foi o responsável por sua formação teórica e musical, além de dar-lhe os princípios gerais de composição.
No final do século XIX, começa a dar aulas e a trabalhar em companhias musicais e conservatórios. Data dessa época (mais especificamente de 1899) sua primeira composição de relevo, o sexteto de cordas Verklärte Nacht. Em 1898, converte-se ao luteranismo. Em 1933, depois de deixar a Alemanha devido à ascensão do nazismo ao poder, retorna ao Judaísmo em Paris.
Várias de suas obras remetem a temas do Judaísmo, como sua ópera inacabada Moses und Aron, Um sobrevivente de Varsóvia, para recitante, coro e orquestra, e as suas últimas obras, os três coros do opus 50 (Dreimal tausend Jahre - Três vezes mil anos, Salmo 130 e Salmo Moderno n. 1). O segundo desses coros foi dedicado ao Estado de Israel. Ele ainda estava a trabalhar no terceiro deles, quando morreu, e o coro ficou inconcluso.
Arnold era fascinado pela numerologia. Este fascínio o perseguiu por toda sua vida, pois ele pensava que poderia saber o futuro através de complexos cálculos numéricos. E estes cálculos o levaram a uma certa obsessão "zagállica" pelo número 13. Arnold tinha nascido em 13 de setembro de 1874 e por conta disso, era perseguido pela ideia constante de que o número 13 estaria diretamente ligado à sua morte. Como os números sete e seis somam 13, Arnold Schonberg resolveu acreditar que ele iria morrer quando fizesse 76 anos de idade. Ao verificar o calendário, Arnold viu horrorizado que o dia 13 de julho cairia numa sexta-feira.
Quando aquele fatídico dia chegou, Arnold tentou ludibriar a morte, permanecendo deitado durante todo o dia, para desespero de sua mulher, que não aceitava aquelas "maluquices". Arnold dizia para todos que estava decidido a passar o dia inteiro na cama, de modo a evitar eventuais acidentes. Poucos minutos antes da meia noite, sua esposa foi ao quarto dele para brincar com ele, pois nada de ruim havia acontecido. Ao chegar no quarto, ela encontrou Shonberg deitado. Ele olhou para a esposa e pronunciou apenas "harmonia" e então morreu.
A hora de sua morte foi 23h47, 13 minutos antes da meia-noite, numa sexta-feira 13, no seu septuagésimo sexto ano de vida. [com relação a sua morte, tudo consta no Harmonia, com exceção dos "zagallismos".

## Lista de composições

### Com número de Opus
- Verklärte Nacht (Noite Transfigurada), p/ sexteto de cordas, Op. 4 (1899)
- Ricardo Ruben, sem opus, composta em 1903 e estreada em 1913
- Kammersymphonie (Sinfonia de Câmara) No. 1 em Mi maior, op. 9 (1906)
- Quarteto de cordas nº2, op. 10 (1907 - 1908)
- Das Buch der hängenden Gärten, op. 15 (1908 - 1909)
- Cinco Peças para Orquestra, Op. 16 (1909)
- Sechs Kleine Klavierstücke, p/ piano solo, Op. 19 (1911)
- Pierrot Lunaire, p/ narrador e orquestra de câmara, Op. 21 (1912)
- Concerto para Violino, Op. 36 (1936)
- Concerto para Piano, Op. 42 (1942)
- Um Sobrevivente de Varsóvia, p/ orquestra, narrador e coro masculino, Op. 46 (1947)
- Fantasia para Violino e Piano, Op. 47 (1949)
- 3 Canções, Op. 48 (1933)
- 3 Canções Folclóricas, Op. 49 (1948)
- Dreimal tausend Jahre, Op. 50a (1949)
- Psalm 130 "De profundis", Op. 50b (1950)
- Modern psalm, Op. 50c (1950, inacabada)

### Leitura complementar
- Auner, Joseph. 1993. A Schoenberg Reader. New Haven: Yale University Press. ISBN 0-300-09540-6.
- Boulez, Pierre. 1991. "Schoenberg is Dead" (1952). In his Stocktakings from an Apprenticeship, collected and presented by Paule Thévenin, translated by Stephen Walsh, with an introduction by Robert Piencikowski, 209–14. Oxford: Clarendon Press; New York: Oxford University Press. ISBN 0-19-311210-8.
- Brand, Julianne, Christopher Hailey, and Donald Harris (editors). 1987. The Berg-Schoenberg Correspondence: Selected Letters. New York, London: W. W. Norton and Company. ISBN 0-393-01919-5.
- Byron, Avior. 2006. "The Test Pressings of Schoenberg Conducting Pierrot lunaire: Sprechstimme Reconsidered". Music Theory Online 12, no. 1 (February). http://www.societymusictheory.org/mto/issues/mto.06.12.1/mto.06.12.1.byron_frames.html
- Everdell, William R.. 1998 The First Moderns: Profiles in the Origins of Twentieth-Century Thought. Chicago: University of Chicago Press.
- Eybl, Martin. 2004. Die Befreiung des Augenblicks: Schönbergs Skandalkonzerte von 1907 und 1908: eine Dokumentation. Wiener Veröffentlichungen zur Musikgeschichte 4. Vienna, Cologne, Weimar: Böhlau. ISBN 3-205-77103-6.
- Gur, Golan. 2009. "Arnold Schoenberg and the Ideology of Progress in Twentieth-Century Musical Thinking". Search: Journal for New Music and Culture 5 (Summer). Online journal (Accessed 17 October 2011).
- Hyde, Martha M. 1982. Schoenberg's Twelve-Tone Harmony: The Suite Op. 29 and the Compositional Sketches. Studies in Musicology, series edited by George Buelow. Ann Arbor: UMI Research Press. ISBN 0-8357-1512-4.
- Kandinsky, Wassily. 2000. "Arnold Schönberg als Maler/Arnold Schönberg as Painter". Journal of the Arnold Schönberg Center, no. 1:131–76.
- Meyer, Esther da Costa. 2003. "Schoenberg's Echo: The Composer as Painter". In Schoenberg, Kandinsky, and the Blue Rider, edited by Fred Wasserman and Esther da Costa Meyer, foreword by Joan Rosenbaum, preface by Christian Meyer. London and New York: Scala. ISBN 1-85759-312-X
- Rollet, Philippe (ed.). 2010. Arnold Schönberg: Visions et regards, with a preface by Frédéric Chambert and Alain Mousseigne. Montreuil-sous-Bois: Liénart. ISBN 978-2-35906-028-7.
- Shawn, Allen. 2002. Arnold Schoenberg's Journey. New York: Farrar Straus and Giroux. ISBN 0-374-10590-1.
- Weiss, Adolph. 1932. "The Lyceum of Schonberg", Modern Music 9, no. 3 (March–April): 99–107.
- Wright, James K. 2007. Schoenberg, Wittgenstein, and the Vienna Circle. Bern: Verlag Peter Lang. ISBN 978-3-03911-287-6.
- Wright, James and Alan Gillmor (eds.). 2009. Schoenberg's Chamber Music, Schoenberg's World. New York: Pendragon Press. ISBN 978-1-57647-130-2.